# 김태선 (1979년)
김태선(金台善, 1979년 8월 28일~)은 대한민국의 정치인이다. 제22대 국회의원이다.
제21대 국회의원 선거를 앞두고 울산 동구 선거구에 출마를 선언했다. 더불어민주당 경선에서도 승리를 거두면서 더불어민주당의 후보로 공천되었다. 하지만 본 선거 결과 24.53%의 득표율을 기록하면서 3위로 낙선했다.
제22대 국회의원 선거를 앞두고 울산 동구 선거구에 출마를 선언했으며 더불어민주당 후보로 단수공천되었다. 본 선거에서 45.88%의 득표율을 기록하면서 현역 국회의원인 국민의힘 권명호 후보를 568표차이로 제치고 제22대 국회의원으로 당선되었다.

## 학력
- 미포국민학교 졸업
- 현대중학교 졸업
- 현대고등학교 졸업
- 한국외국어대학교 동양어대학 이란어과 학사
- 한국외국어대학교 대학원 정치외교학 석사과정 수료

## 경력
- 2006년: 열린우리당 공채 당직자
- 2009년~2011년: 민주당 부대변인
- 2012년~2013년: 민주통합당 울산광역시당 사무처장
- 2016년~2017년: 더불어민주당 사무처 노동조합위원장
- 2017년 5월~2018년 7월: 대한민국 국회 정책연구위원
- 2018년 7월~2019년 12월: 문재인 정부 대통령비서실 행정관
- 대통령직속 국가균형발전위원회 국민소통특별위원
- 현대고등학교 총동창회 부회장
- 현대중공업 원하점 임금복지대책 특별위원장
- 2020년 7월~2022년 4월: 울산광역시청 정무수석비서관
- 2024년 4월 10일: 대한민국 제22대 국회의원 선거 당선(울산 동구, 더불어민주당, 초선)
- 2024년 5월~: 더불어민주당 울산광역시당 동구 지역위원회 위원장
- 2024년 5월~2025년 6월: 더불어민주당 원내부대표
- 2024년 8월~2025년 4월: 더불어민주당 이재명 당대표 수행실장
- 2025년 7월~: 더불어민주당 울산광역시당 위원장

### 의정 활동
- 2024년 5월 30일~: 제22대 국회의원(울산 동구, 더불어민주당, 초선)
  - 2024년 6월~: 제22대 국회 전반기 환경노동위원회 위원
  - 2024년 6월~2025년 6월: 제22대 국회 전반기 예산결산특별위원회 위원
  - 2025년 3월~: 제22대 국회 2025 아시아태평양경제협력체(APEC) 정상회의 지원 특별위원회 위원

## 역대 선거 결과
|  | 24.53% |

|  | 45.88% |

## 소속 정당
| 소속 정당 | 소속 정당      | 소속 기간 | 비고      |
| --------- | -------------- | --------- | --------- |
|           | 열린우리당     | 2006~2007 | 정계 입문 |
|           | 대통합민주신당 | 2007~2008 | 합당      |
|           | 통합민주당     | 2008      | 합당      |
|           | 민주당         | 2008~2011 | 당명 변경 |
|           | 민주통합당     | 2011~2013 | 합당      |
|           | 민주당         | 2013~2014 | 당명 변경 |
|           | 새정치민주연합 | 2014~2015 | 합당      |
|           | 더불어민주당   | 2015~2017 | 당명 변경 |
|           | 무소속         | 2017~2020 | 탈당      |
|           | 더불어민주당   | 2020      | 복당      |
|           | 무소속         | 2020~2022 | 탈당      |
|           | 더불어민주당   | 2022~현재 | 복당      |

## 같이 보기
- 동구 (울산 선거구)
- 울산 동구의 국회의원